# Robert Brown (Schauspieler, 1926)

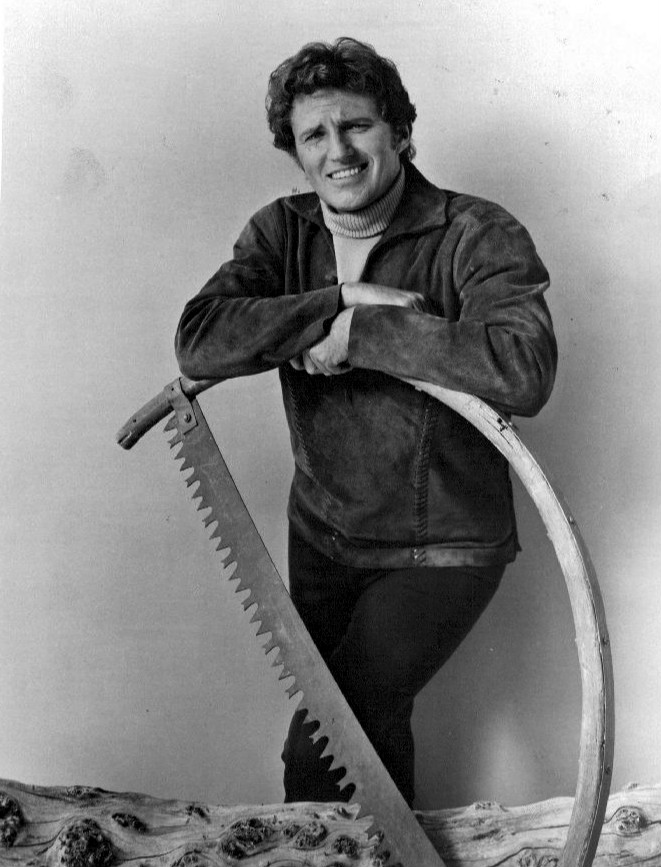
Robert Brown (1969)

Robert Brown (gebürtig: Robin Adair MacKenzie Brown; * 17. November 1926 in Trenton, New Jersey; † 19. September 2022 in Ojai, Kalifornien) war ein US-amerikanischer Schauspieler.

## Leben
Robert Brown wurde vor allem durch seine Rollen in bekannten US-Fernsehserien populär. Von 1948 und 1994 stand er für über 30 verschiedene Film- und Fernsehproduktionen vor der Kamera. Hauptrollen hatte er in den Serien Here Come the Brides (1968–1970) und Gefahr unter Wasser (1971–1972). Er war seit 1986 in vierter Ehe mit Elisse Pogofsky-Harris verheiratet. Mit seiner ersten Ehefrau Leila bekam er am 7. Oktober 1957 ein Kind, Laurie Brown. Sie ist ebenfalls Schauspielerin und bekam zwei Kinder. 
Nicht zu verwechseln ist er mit dem gleichnamigen, 1921 geborenen Schauspieler, der vor allem als Darsteller des M in vier James-Bond-Filmen in Erinnerung blieb.

## Filmografie (Auswahl)
- 1948: The Challenge
- 1953: Treffpunkt Honduras (Appointment in Honduras)
- 1958: The Flame Barrier
- 1960–1964: Perry Mason (Fernsehserie, 3 Folgen)
- 1962: Der Massenmörder von London (Tower of London)
- 1967: Raumschiff Enterprise (Star Trek; Fernsehserie, Folge The Alternative Factor)
- 1968–1970: Here Come the Brides (Fernsehserie, 52 Folgen)
- 1969: J.T. (Fernsehfilm)
- 1970: Verliebt in eine Hexe (Bewitched; Fernsehserie, Folge Darrin on a Pedestal)
- 1971–1972: Gefahr unter Wasser (Primus; Fernsehserie, 26 Folgen)
- 1973: Mannix (Fernsehserie, Folge The Girl in the Polka Dot Dress)
- 1975: Columbo: Playback (Playback, Fernsehreihe)
- 1977: The Last Hurrah (Fernsehfilm)
- 1982: Der hohe Preis der Karriere (Games Mother Never Taught You, Fernsehfilm)
- 1984: Fantasy Island (Fernsehserie, Folge: Staffel 7, Episode 14)
- 1985: Brooklyn Murder (Brass, Fernsehfilm)
- 1994: In der Hitze der Nacht (In the Heat of the Night; Fernsehserie, Folge Poor Relations)

## Einzelnachweis
1. ↑  Mike Barnes: Robert Brown, ‘Here Come the Brides’ Actor, Dies at 95. In: The Hollywood Reporter. 3. Oktober 2022, abgerufen am 3. Oktober 2022 (amerikanisches Englisch).

| Personendaten    | Personendaten                           |
| ---------------- | --------------------------------------- |
| NAME             | Brown, Robert                           |
| ALTERNATIVNAMEN  | Brown, Robin Adair MacKenzie            |
| KURZBESCHREIBUNG | US-amerikanischer Schauspieler          |
| GEBURTSDATUM     | 17. November 1926                       |
| GEBURTSORT       | Trenton, New Jersey, Vereinigte Staaten |
| STERBEDATUM      | 19. September 2022                      |
| STERBEORT        | Ojai, Kalifornien                       |